# Mesochorus balteatus
Mesochorus balteatus är en stekelart som beskrevs av Dasch 1971. Mesochorus balteatus ingår i släktet Mesochorus och familjen brokparasitsteklar. Inga underarter finns listade i Catalogue of Life.